# Cybaeopsis hoplomacha
Cybaeopsis hoplomacha är en spindelart som först beskrevs av Bishop och Crosby 1926.  Cybaeopsis hoplomacha ingår i släktet Cybaeopsis och familjen mörkerspindlar. Inga underarter finns listade i Catalogue of Life.